# Sommelier-Union Deutschland
Die Sommelier-Union Deutschland e. V. ist ein 1976 gegründeter bundesweit tätiger Berufsverband für Sommeliers. Die Sommelier-Union ist ein eingetragener Verein mit Sitz in Aschaffenburg, Unterfranken. Die Union vertritt die Belange von über 1000 Mitgliedern aus Gastronomie, Hotellerie und dem Weinfachhandel. Sie repräsentiert die deutschen Sommeliers im Weltverband Association de la Sommellerie Internationale (ASI).

## Geschichte
Der Verein wurde 1976 gegründet. Von 1999 bis 2018 war die Union im Rahmen der Fachmesse ProWein der Veranstalter des Branchen-Events Chillout Weissrot. Seit 2018 wird stattdessen zur Messe das Event Sommelier-Apéro durchgeführt. Dazu gekommen ist das Förderprogramm Sommelier College für Nachwuchstalente, welches seit 2001 angeboten wird. Alle zwei Jahre wird von 2011 an der Award Bester Sommelier Deutschlands – Trophy Sommelier-Union Deutschland verliehen. 2018 wurde der Vereinssitz von Coburg, Oberfranken nach Aschaffenburg verlegt. Die Geschäftsstelle befindet sich in Köln.

### Die Präsidenten der Sommelier-Union
- 1976–1990: Kurt Fischer
- 1990–1996: Karl Koniarski
- 1996–2017: Bernd Glauben
- 2017–2022: Peer F. Holm[7][8]
- seit 2023: Yvonne Heistermann[9]

## Aufgaben
Der Verein hat satzungsgemäß die Aufgabe, „die beruflichen Interessen des Berufsstandes 'Sommelier' wahrzunehmen.“ Dazu fördert er als Interessengemeinschaft den professionellen Austausch der Sommeliers – national und international und ist Mitglied des Weltverbands ASI, der 1969 im französischen Reims gegründeten Association de la Sommellerie Internationale. Dort vertritt er die deutschen Interessen.
Zu den Aufgaben gehört neben der Vernetzung der Mitglieder auch der Themenbereich Weiterbildung. Der damalige Vizepräsident, Winzer und Gastronom Fritz Keller war Mit-Initiator des Abschlusses staatlich geprüfter Sommelier. „Das breite Anforderungsspektrum verlangt ein fundiertes Bildungsangebot, das in Zusammenarbeit mit der Sommelier-Union Deutschland e.V. gestaltet wurde.“
Seit 2001 besteht das Sommelier-College, in dem junge Talente berufsbegleitend im Verlauf von drei Jahren gefördert werden. Dieses wird seit 2014 von Master-Sommelier Frank Kämmer betreut. Regelmäßig angebotene regionale Veranstaltungen sowie Reisen in die wichtigsten Weinanbaugebiete gehören ebenso zu den Aufgaben im Bereich der Weiterbildung.
„Der Satzungszweck des Vereins wird verwirklicht durch Öffentlichkeitsarbeit, die das Interesse an Weinkultur in der Gastronomie, im Weinhandel und in der Weinerzeugung weckt und das Ansehen des Sommeliers fördert.“ Das Ergebnis dieser Öffentlichkeitsarbeit sind Veröffentlichungen wie in der Frankfurter Allgemeinen Sonntagszeitung, wo am 25. Februar 2017 ein umfangreicher Artikel von Martin Maria Schwarz zum Thema, was einen Sommelier ausmacht erschien. In dem Blogbeitrag „Was macht eigentlich ein Sommelier“ greift Astrid Paul in ihrem Blog „Arthurs Tochter kocht“ das Thema der weiteren Sommeliers auf. Mit dem allseits bekannten Spruch Man lernt nie aus! beendet das Mitglied des Beirats der Sommelier-Union, Philipp Künemund, sein Interview mit dem Magazin TrinkTime, in welchem er über die Zukunftsperspektiven des Berufs Sommelier befragt wird. Über den beispielhaften Werdegang eines jungen Sommeliers berichtete der Berliner Tagesspiegel am 19. Januar 2015.
Der Verein wird ebenso regelmäßig von regionalen und nationalen Pressevertretern um Stellungnahme gebeten. Zum derzeit aktuellen Thema Orange Wine wurden offizielle Verbandsvertreter bei DRadio Wissen zitiert. Gelegentlich greift der dpa Themendienst auf die Sommelier-Union zurück, wie Beiträge über Sherry und Kauftipps für Weingläser zeigen. Auch Redakteure der Wirtschaftswoche fragen die Verbandsvertreter nach ihrer Meinung zu Fachthemen, wie Wein-Apps oder korkigem Wein.

## Wettbewerbe

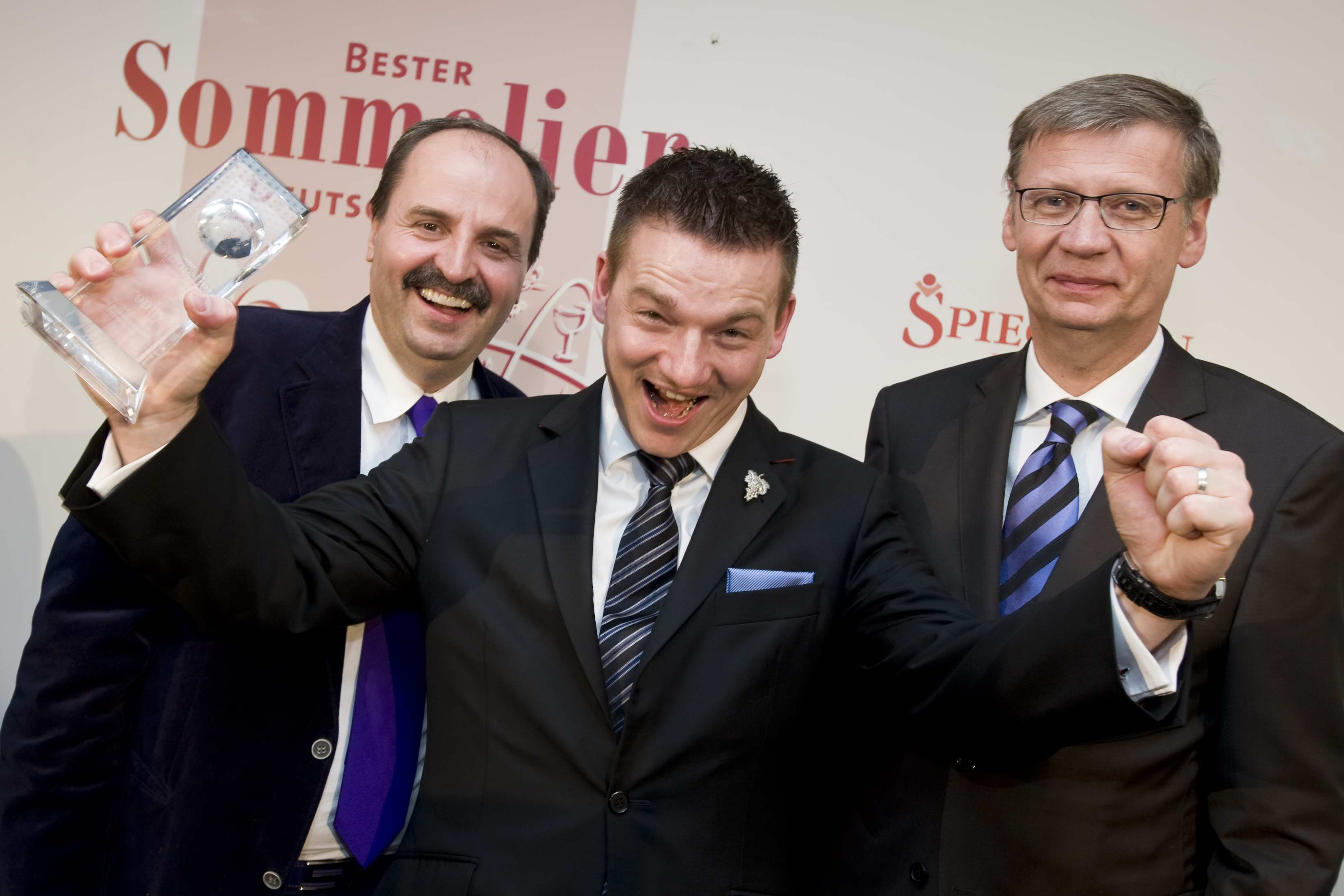
Thomas Sommer, Gewinner der Sommelier-Trophy 2011, zusammen mit Johann Lafer (l.) und Günther Jauch (r.).

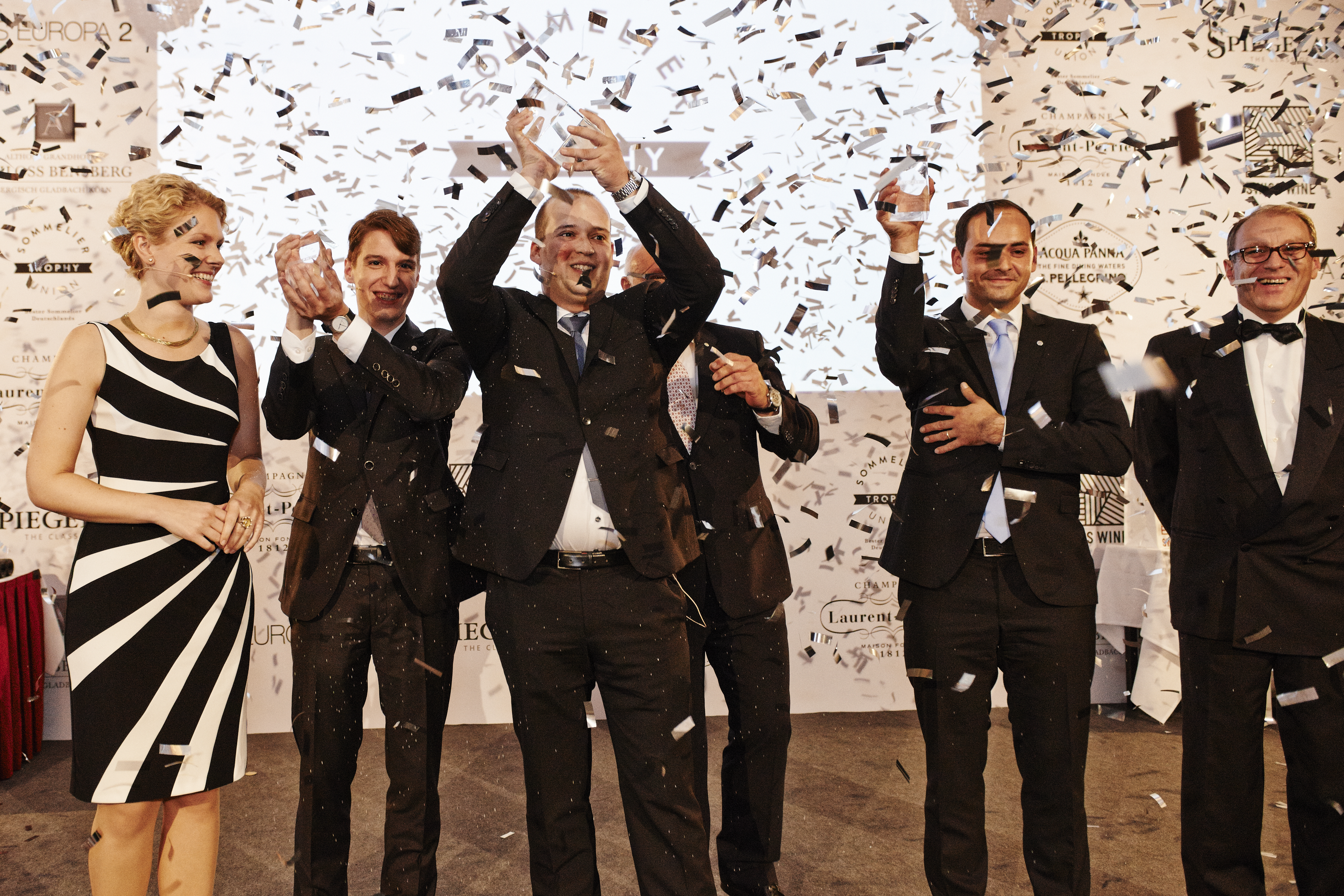
Torsten Junker (3. v.l.), Gewinner der Sommelier-Trophy 2015 zusammen mit (v. l. n. r.) Janina Huhn, dem Zweitplatzierten Marc Almert, dem Drittplatzierten Tommy Hergenhan und Jurypräsident Frank Kämmer.

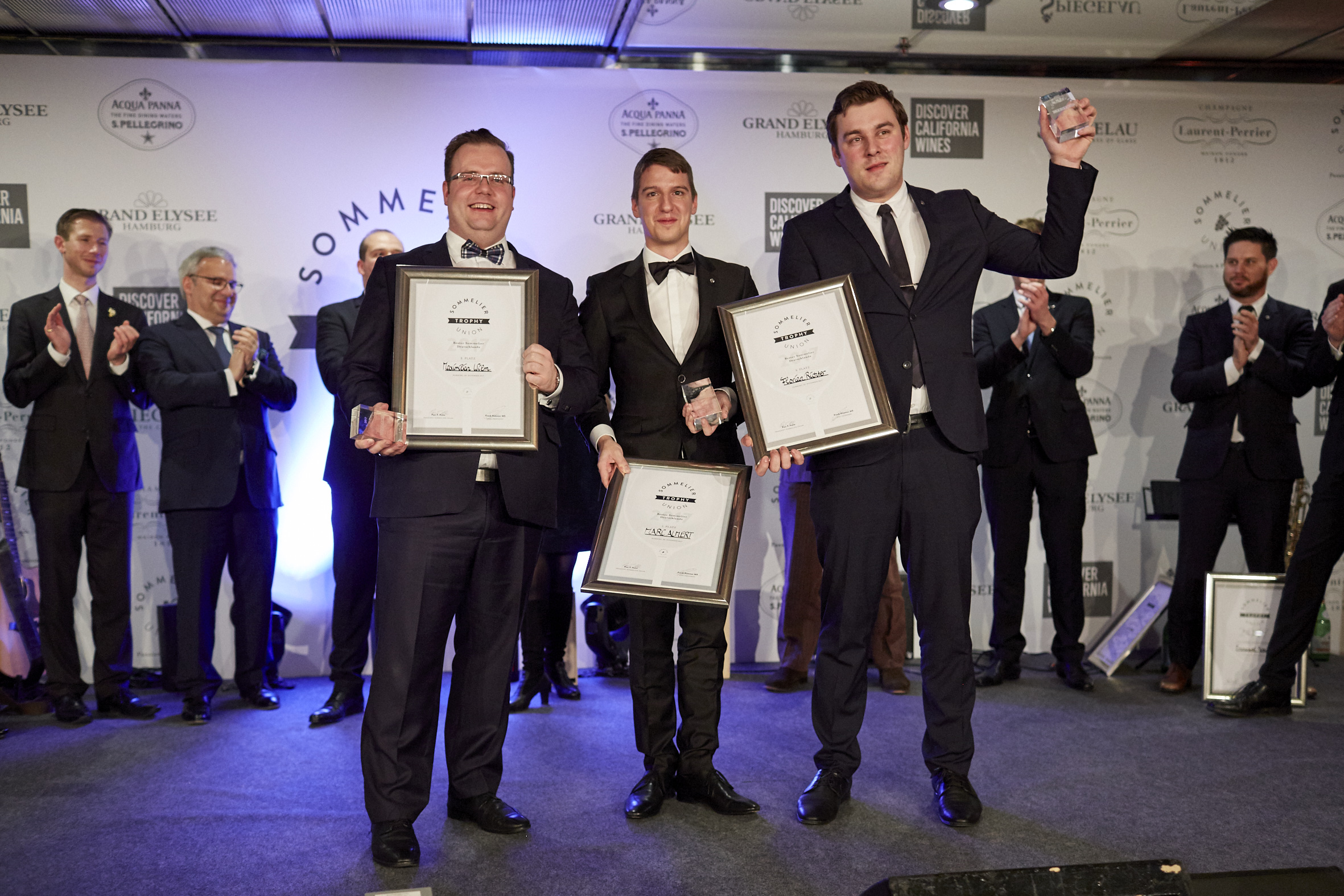
Marc Almert (m.), Gewinner der Sommelier-Trophy 2017, zusammen mit dem Zweitplatzierten Maximilian Wilm (l.) und dem Drittplatzierten Florian Richter (r.)

Bis 2007 wurde in Deutschland, wie auch in Frankreich, die „Trophée Ruinart“ als nationaler Wettbewerb durchgeführt. 2011 wurde seitens des Vereins als Nachfolger die Sommelier-Trophy in Deutschland auf internationalem Niveau erstmals in Kooperation mit der Hotelvereinigung Relais & Châteaux veranstaltet. Gewinner des Wettkampfs 2011 wurde Thomas Sommer vom Gourmetrestaurant Schloss Lerbach. 2013 hat Markus Berlinghof vom Hotel Louis C. Jacob den Wettbewerb für sich entscheiden können.
Der alle zwei Jahre ausgerichtete Wettbewerb wurde 2015 erstmals komplett eigenständig vom Verein durchgeführt. Gewinner war Torsten Junker, vom Hotel Louis C. Jacob. Über die Trophy 2015 wurde in diversen Medien berichtet. Neben einer Berichterstattung in Fachblättern wie meiningers Sommelier, der AHGZ, Falstaff und den Restaurant-Ranglisten haben auch allgemeine Medien wie die Wirtschaftswoche Artikel über den Wettkampf veröffentlicht. 2017 hat Marc Almert vom Pavillon im Baur au Lac in Zürich die Sommelier-Trophy gewonnen, wie auch die AHGZ berichtete. Der Gewinner des deutschen Wettbewerbs vertritt die Sommelier-Union in der Regel auf den von der ASI organisierten internationalen Wettbewerben, wie der Europa- und Weltmeisterschaft.
Neben dem vom Verein ausgerichteten nationalen Wettbewerb werden im dreijährigen Rhythmus die Europa- und Weltmeisterschaft vom Weltverband ASI ausgetragen. Bisher einziger deutscher ASI-Sommelier-Europameister wurde 1992 Bernd Kreis. 1998 wurde der langjährige Vizepräsident des Vereins Markus Del Monego erster Deutscher Sommelier-Weltmeister der ASI. Im März 2019 hat sich der gebürtige Kölner Marc Almert bei der ASI-Sommelier-Weltmeisterschaft, die in Antwerpen, Belgien durchgeführt wurde, gegen 65 andere Kandidaten aus 63 Ländern durchgesetzt und gewonnen.
Zu anderen Wettbewerben entsendet der Verein Mitglieder in die Fachjury, beispielsweise zum Sommelier-Cup des Deutschen Weininstitutes.